# Fehérgyarmat
Fehérgyarmat là một thành phố thuộc hạt Szabolcs-Szatmár-Bereg, Hungary. Thành phố này có diện tích 52,46 km², dân số năm 2010 là 8008 người, mật độ 153 người/km².